# Peziza repanda
Espèce

Peziza repanda, la Pézize recourbée, est un champignon de la famille des Pézizacées.